# Агокас, Сергей Викторович

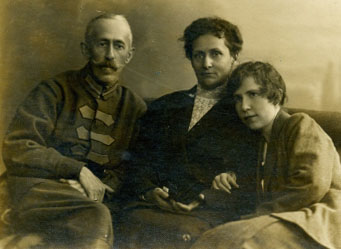
Сергей Агокас, его жена Надежда и дочь Вера. Февраль 1926 год.

Серге́й Ви́кторович Агока́с (4 сентября 1873, Судогда, Владимирская губерния, Российская империя — 2 апреля 1937, Калинин, РСФСР, СССР) — русский и советский педагог и военный деятель из потомственных дворян Петроградской губернии. Полковник (1909).

## Семья
Братья и сёстры:
- Ольга (род. 27.10.1862).
- Софья (род. 02.01.1864).
- Надежда (род. 13.4.1868).
- Любовь (род. 15.01.1870). Была замужем за Скрыдловым Николаем Владимировичем (1867-1919)
- Вера (06.04.1872—05.06.1872).
- Агокас, Николай Викторович (27.09.1874—01.03.1938).
- Агокас, Евгений Викторович (20.07.1881—23.10.1960).

Жена: Повалишина Надежда Ильинична (05.10.1876, Рязань — 1942, Тверь). Благословление на брак получено 23 июля 1897 года. Была сестрой Повалишина Дмитрия Ильича (23.06.1876 — 21.06.1917).
Дети:
- Вера (17.05.1898, Рязань — 14.04.1994, Москва)
- Александр (род. 17.10.1900, Рязань). Умер в младенчестве.

## Образование
Образование получил в 4-м Московском кадетском корпусе (с 10 сентября 1892 — 3-й МКК) (1884—1891).

## Послужной список
- На службу вступил 30 августа 1891 года в Михайловское артиллерийское училище на правах вольноопределяющегося 1-го разряда.
- Унтер-офицер (19 декабря 1891)
- Портупей-юнкер (19 декабря 1893)
- Выпущен из училища подпоручиком в 35-ю артиллерийскую бригаду в г. Рязань (8 августа 1894; старшинство с 4 августа 1892)[1][2]
- Зачислен в списки бригады и определён в 3-ю батарею (25 августа 1894). Прибыл 25 сентября 1894.
- И.д. дивизионного адъютанта 2-й дивизии (21 апреля 1895).
- Дивизионный адъютант 2-го дивизиона (8 августа 1896).
- Поручик (13 июля 1897; старшинство с 4 августа 1896)[3].
- Прикомандирован (23.10.1897) к Михайловской артиллерийской академии после сдачи приёмного экзамена.
- Переведён в 36-ю артиллерийскую бригаду (ВП 15 сентября 1897)[4]. Зачислен в списки 6-й батареи (30 сентября 1897).
- Переведён в 7-ю батарею (2 октября 1898).
- Штабс-капитан (ВП 27 июля 1899).
- Переведён в 35-ю артиллерийскую бригаду (ВП 2 мая 1900)[5].
- Капитан (ВП 24 мая 1900)[6].
- По окончании Михайловской артиллерийской академии (военный инженер-технолог) отчислен от академии (ВП 28 мая 1900).
- Прибыл в 35-ю артиллерийскую бригаду в г. Рязань и назначен в 1-ю батарею (5 июня 1900).
- Переведён во 2-ю батарею на должность командира полубатареи и зав. батарейным хозяйством (24 января 1901).
- Отчислен от должности и командирован преподавателем математики, физики и артиллерии в Тверское кавалерийское училище (ТКУ) (19 августа 1901). Зачислен в училище 20 августа 1901.
- Переведён в штат училища штатным офицером-преподавателем (ВП 5 марта 1904)[7].
- Подполковник (ВП 28 марта 1904).
- Полковник (ВП 6 декабря 1909 — за отличие по службе)[8].
- Командирован в офицерскую стрелковую школу (31 июля 1911).
- Прибыл из командировки (16.08.1911)
- Выбран членом суда чести в ТКУ 15.01.1914 и 2.07.1916.
- Отчислен из ТКУ в связи с его расформированием 28.02.1918.
- Далее военспец РККА. С 28.02.1918 по 17.11.1926 преподавал математику и артиллерию в 4-й Тверской кавалерийской школе Коминтерна им. Троцкого.
- Уволен в запас по предельному возрасту 17.11.1926.
- Проживал в Твери с семьёй на набережной Волги. Адрес до революции - Набережная Волги, дом № 39/41 (дом Гордеевой), в настоящее время - Набережная Степана Разина, дом 22.

## Педагогическая деятельность
- Преподаватель артиллерии, физики, механики и математики Тверского кавалерийского училища 20.08.1901—28.02.1918. Штатный офицер-преподаватель (с 05.03.1904), далее математики и артиллерии в 4-й Тверской кавалерийской школе Коминтерна им. Троцкого в 28.02.1918—17.11.1926.
- Преподаватель физики, космографии и математики по найму в Тверской частной гимназии А. А. Римской-Корсаковой с 27.12.1909—10.1918 (совмещение).
- Преподаватель математики в Тверской Единой Трудовой Советской школе II ступени № 4 15.10.1918—10.1919 (совмещение).
- Преподаватель математики и физики в Тверской железнодорожной школе 10.05.1919—1.09.1922 (совмещение).
- Преподаватель математики и физики в Тверской трудовой школе № 21 29.08.1922—3.09.1924 (совмещение).
- Преподаватель элементарной математики на рабфаке при пединституте (г. Тверь) 15.09.1924—1.11.1926 (совмещение).
- Преподаватель высшей математики в Тверском механико-строительном техникуме 1921—01.04.1933 (совмещение).
- Доцент кафедры математики и механики Тверского педагогического института (в наст.время Тверского Государственного Университета). Преподавал элементарную и высшую математику, геометрию, астрономию и теорию вероятности 01.10.1920—2.04.1937 (совмещение до 1926 г.).
- Читал краткий курс энциклопедии высшей математики на 3-х месячных курсах повышения квалификации.
- Вел занятия по физике в группах подготовки для поступления в ВУЗы и техникумы при Тверских промышленно-экономических курсах 10.1929—06.1930.

## Награды
- Орден Святого Станислава 3-й степени (ВП 28 марта 1904)[9].
- Орден Святой Анны 3-й степени (ВП 30 марта 1908)[10].
- Орден Святого Станислава 2-й степени (ВП 6 декабря 1913)[11].
- Орден Святой Анны 2-й степени (ВП 30 июля 1915)[12].
- Орден Святого Владимира 4-й степени (ВП 4 марта 1917)[13];

## Научные труды
по перечню из Государственного архива Тверской области (ГАТО) от 19.06.1933
- Популярная астрономия. Тверское отделение Госиздата, 1922 г.
- Элементы военизации физико-математических дисциплин вузов. Сдано в «Известия Калининского пединститута», 1931 г.
- Определение скорости снаряда с помощью хронографа. Сдано в «Известия Калининского пединститута», 1932 г.
- Краткий курс теории вероятностей (под ред. Фриденберга). Написан по поручению Института повышения квалификации кадров народного образования для заочного образования. Корректура гранок 1 мая 1932 г. Не напечатан из-за недостатка бумаги.
- Таблица интегралов. Сдано в «Известия Калининского пединститута», 1933 г.
- О звуковых явлениях, сопровождающих полёт пули. Сдано в «Известия Калининского пединститута», 1933 г.
- Курс дифференциальных и интегральных исчислений для студентов механико-строительного техникума. Рукописный, литография.

## Цитата
… Действиями конной батареи школы руководил пожилой, но, несмотря на это, сухощавый и подтянутый преподаватель с шикарными кавалерийскими усами, явно из бывших, одетый в длиннополую кавалерийскую шинель с синими «разговорами». Не выдержав, я полюбопытствовал, кто это, и нашел подтверждение своей догадке. Действительно, это был бывший полковник, по имени Сергей Викторович, носивший странную фамилию Агокас, не ассоциировавшуюся у меня ни с какой национальностью….— из книги Андрея Колганова «Жернова истории»

## Дополнения
1. В 1920 году вошёл в состав первого профессорско-преподавательского состава вновь созданной кафедры математики Тверского педагогического института наряду с профессором Чистяковым И. И., Платоновым Н. Ф. и Брадисом В. М.
2. В некоторых интернет-источниках сообщается о том, что Агокас С. В. был репрессирован. Это не соответствует действительности.